# ラインバーン商店街

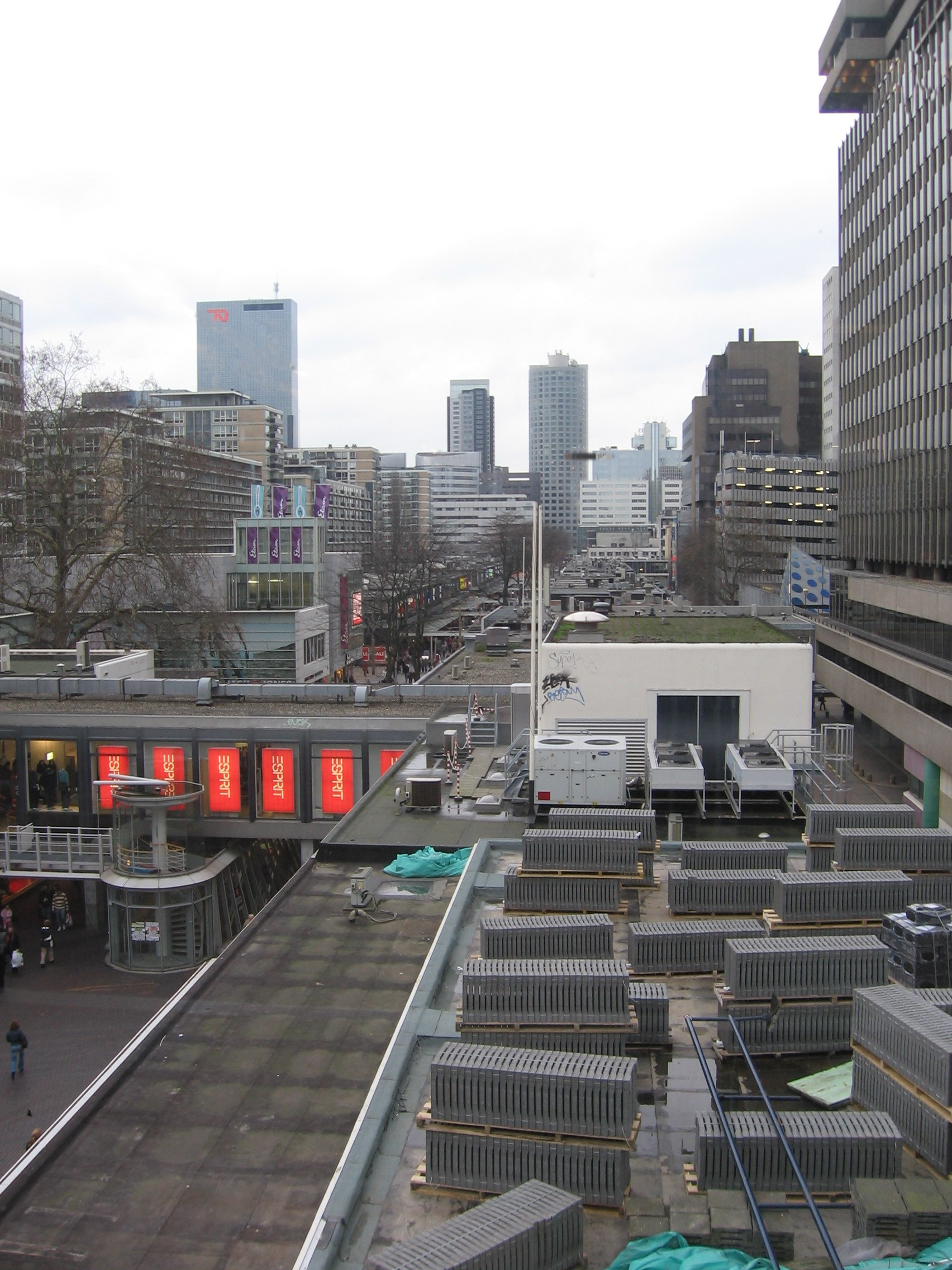

ラインバーン商店街（Lijnbaan）は、オランダ、ロッテルダムの中心地にある商店街。旧商店街が1940年5月14日のドイツ空軍による空襲によって壊滅的な打撃を受けた後、1953年に建設された。道路を完全に歩行者専用としたため、最初に歩行者天国を始めた発祥の地と言われている。